# Солидарность 80
Независимый самоуправляемый профсоюз «Солидарность 80» (пол. Niezależny Samorządny Związek Zawodowy „Solidarność 80”) — польский профсоюз, созданный в 1989 году радикальными активистами «Солидарности», отвергавшими договорённости Круглого стола. Исторически связан с именем Мариана Юрчика, продолжает традиции польского Августа 1980 в Щецинской традиции. Пережил ряд расколов. Отличается особой жёсткостью в отстаивании социальных требований.

## Компромисс и протест
Весной 1989 года состоялись переговоры коммунистического правительства ПНР с оппозиционного профсоюзом «Солидарность». Были заключены компромиссные соглашения, обусловившие легализацию оппозиции и наметившие контуры политической реформы. В течение следующих двух с половиной лет в Польше произошла полная смена власти и общественного строя в целом.
Радикальные организации протестного движения отвергли Круглый стол, посчитав его «сговором ренегатов с коммунистической верхушкой». Такую позицию заняли прежде всего Борющаяся Солидарность (SW) и Конфедерация независимой Польши (KPN). Но и в самом профсоюзе «Солидарность» выделилось крыло, осудившее компромиссный курс Леха Валенсы, Яцека Куроня, Адама Михника, Тадеуша Мазовецкого. Лидерами этого направления выступали Анджей Гвязда, Мариан Юрчик, Северин Яворский, Станислав Коцян.

## Традиция 1980 года
17 апреля 1989 года был повторно легализован профсоюз «Солидарность». Месяц спустя группа «фундаменталистов Солидарности» выступила с призывом отвергнуть «диктатуру Валенсы» и сформировать демократическое профобъединение. Наряду с серьёзными политическими разногласиями, сказывалось и вновь всплывшее наружу соперничество между Валенсой и Юрчиком, которые ещё осенью 1981 года боролись друг с другом за пост председателя «Солидарности». Августовское соглашение 1980 года были подписаны Юрчиком в Щецине на день раньше, чем Валенсой в Гданьске.
В июне 1989 года на съезде в Щецине был учреждён профсоюз Solidarność 80 — «Солидарность 80». Отсылка к 1980 году, времени основания «Солидарности», означала приверженность изначальным принципам движения — защита интересов трудящихся, противостояние правящей бюрократии, солидарное самоуправление. Отличие от SW и KPN заключалось в классовых приоритетах, особенно характерных для Юрчика и Щецинского профцентра, в акценте на рабочий протест. Идеология «Солидарности 80» соединила принципы солидаризма, тред-юнионизма и рабочего самоуправления на основе католической социальной доктрины.

## Профсоюзная оппозиция
Первым председателем «Солидарности 80» стал Мариан Юрчик. Почётным председателем — Пётр Малишевский, один из вожаков Гданьской забастовки августа 1980 года. К профсоюзу примкнули такие видные деятели, как Анджей Гвязда, Северин Яворский, Эдмунд Балука, Ян Людвичак.
Штаб-квартира разместилась в Щецине, где Юрчик возглавлял в 1980-х региональный профцентр «Солидарности». К новому профсоюзу примкнуло до 150 тысяч человек, по большей части на Балтийском побережье (судостроители) и в Силезии (горняки). На Балтике решающим влиянием в профсоюзе располагали Юрчик и Гвязда, в Силезии — левый популист Даниэль Поджицкий.
«Солидарность 80» отвергала финансовую политику «шоковой терапии» и приватизацию промышленности, считая её продолжением сговора с коммунистической номенклатурой. Профсоюз организовал рабочие протестные выступления в добывающей, сталелитейной, автомобилестроительной промышленности. Наиболее масштабными были забастовки автомобилестроителей компании FSM в 1992 году и металлургов Домброва-Гурнича в 1994 году.
В политической сфере «Солидарность 80» блокировалась с правыми национально-консервативными силами. На президентских выборах 1990 года, профсоюз поддерживал лидера KPN Лешека Мочульского, на парламентских выборах 1993 года — Движение за Республику Яна Ольшевского. В обоих случаях итоги выборов оказались неудачными.

## Внутренняя борьба и раскол
С 1993 года профсоюз пережил серию расколов. Даниэль Поджицкий создал Свободный профсоюз «Август 80» и впоследствии демосоциалистическую Польскую партию труда. Откололся и правый край: Северин Яворский учредил профсоюз Христианская Солидарность имени Ежи Попелушко. Крайне левые и крайне правые протестовали против одних и тех же тенденций — экономической либерализации, приватизации в пользу бывшей номенклатуры, допуска иностранного капитала в Польшу.
Социальные установки в профсоюзе не вызывали разногласий. Острые противоречия возникали из-за политического курса Юрчика на союз с Ольшевским (радикальные профактивисты не считали деятельность Ольшевского эффективной). На съезде в июне 1994 года группа вроцлавского адвоката Збигнева Полторака добилась отстранения Юрчика с председательского поста. Юрчик и его сторонники (к тому времени явное меньшинство профсоюза) не признали этого решения. От имени «Солидарности 80» стали выступать два руководящих органа. Юрчик оставался в жёсткой оппозиции, Полторак готов был «конструктивно сотрудничать» с властями.
В 1996 году суд признал Полторака легитимным председателем «Солидарности 80». Штаб-квартира профсоюза была перенесена в Варшаву. В ответ Юрчик и его сторонники — приверженцы «щецинской традиции» — учредили в Щецине Национальный независимый самоуправляемый профсоюз «Солидарность 80» — Krajowy Niezależny Samorządny Związek Zawodowy «Solidarność '80» (KNSZZ «S-80»). В KNSZZ «S-80» подчёркивалось почётное лидерство Мариана Юрчика. После его кончины была подтверждена приверженность идеалам Августа 1980 года, «щецинской традиции» католического солидаризма, антикоммунизма и социального популизма.

## Радикализм профдвижения
В настоящее время председателем «Солидарности 80» является Марек Мних, председателем «Национальной Солидарности 80» — Гжегож Дурский. Первый профсоюз располагает наибольшим влиянием в Малой Польше (юго-восток страны), второй — в Щецине и Западном Поморье (северо-запад). С обоими профсоюзами аффилированы отраслевые и региональные структуры. В частности, с объединением Мниха связан шахтёрский союз региона Ястшембе-Здруй, с объединением Юрчика-Дурского — союз работников транспорта. В целом «Солидарность 80» заметно более многочисленна, чем «Национальная Солидарность 80», имеет более разветвлённую структуру организаций.
Оба профсоюза поддержали протестные акции осени 2013 года. При некоторых различиях (профсоюз Юрчика более ортодоксален) они сходились в оппозиции либеральному правительству Дональда Туска, на которое возлагали ответственность за рост безработицы и ужесточение трудового законодательства.
На парламентских выборах 2015 года активисты «Солидарности 80» поддерживали правопопулистскую партию Кукиз’15. Председатель профсоюза Марек Мних был руководителем избирательного штаба Павла Кукиза на президентских выборах.

## Общественное значение
Юбилейные даты «Солидарности 80» широко отмечаются в Польше. В июне 2017 года состоялась торжественная церемония в краковском Вавеле — с участием руководителей профсоюза, официальных лиц и католического епископата.
Профсоюз «Солидарность 80», созданный в 1989 году, как и созданная в 1996 году «Национальная Солидарность 80» — порождение протестного движения ПНР 1980-х годов. Толчком к его созданию явился крайний антикоммунизм, неприятие компромисса с ПОРП и генералом Ярузельским. Но и в новых условиях Третьей Речи Посполитой они нашли своё место как радикальные структуры профдвижения.
В профсоюзе учреждёна награда — памятная медаль «Солидарность 80».